# سکورتزه
سکورتزه (به ایتالیایی: Scorzè) یک کومونه در ایتالیا است که در استان ونیز واقع شده‌است. سکورتزه ۳۳ کیلومتر مربع مساحت و ۱۸٬۸۶۴ نفر جمعیت دارد و ۱۶ متر بالاتر از سطح دریا واقع شده‌است.